# Sirma-Gletscher
Der Sirma-Gletscher (bulgarisch ледник Сирма lednik Sirma) ist ein 7 km langer und 4 km breiter Gletscher im westantarktischen Ellsworthland. Auf der Westseite der südlichen Sentinel Range im Ellsworthgebirge fließt er südlich des Bolgrad-Gletschers vom Mount Southwick, Mount Milton und Mount Inderbitzen in westsüdwestlicher Richtung zum Nimitz-Gletscher.
US-amerikanische Wissenschaftler kartierten ihn 1988. Die bulgarische Kommission für Antarktische Geographische Namen benannte ihn 2010 nach der bulgarischen Rebellenführerin Sirma Wojwoda (1773–1858).